# Альберуела-де-Тубо
Альберуела-де-Тубо (ісп. Alberuela de Tubo, араг. Abargüela de Tubo) — муніципалітет в Іспанії, у складі автономної спільноти Арагон, у провінції Уеска. Населення — 358 осіб (2009).
Муніципалітет розташований на відстані близько 340 км на північний схід від Мадрида, 30 км на південний схід від Уески.
На території муніципалітету розташовані такі населені пункти: (дані про населення за 2009 рік)
- Альберуела-де-Тубо: 127 осіб
- Содето: 228 осіб

## Демографія
Динаміка населення (INE ):